# Kowboje i anioły
Kowboje i anioły (ang. Cowboys & Angels) – irlandzko-niemiecko-brytyjska komedia z 2003 roku w reżyserii Davida Gleesona. Zdjęcia kręcono w Irlandii, w hrabstwie Limerick.